# Tomáš Košút
Tomáš Košút (* 13. ledna 1990, Piešťany, Československo) je slovenský fotbalový obránce a bývalý mládežnický reprezentant, od zimy 2019 hráč slovenského klubu FC Spartak Trnava.

## Klubová kariéra
Svoji fotbalovou kariéru zahájil v PFK Piešťany. Poté působil v FC Nitra, rezervě Sparty Praha a od roku 2010 v klubu 1. FC Slovácko.
21. července 2013 (1. kolo sezóny 2013/14) vstřelil v dresu Slovácka jediné dva góly svého mužstva proti domácímu týmu FK Teplice, zápas ale skončil porážkou hostů 2:3. Ve Slovácku působil až do roku 2017, celkem odehrál 158 ligových zápasů a nastřílel 10 branek.
V létě 2017 přestoupil do Polska do klubu Arka Gdynia, vítěze polského poháru ze sezóny 2016/17, což pro něj znamenalo případnou možnost zahrát si v evropských pohárech (konkrétně v Evropské lize UEFA 2017/18, kde Arka začínala ve 3. předkole). Zde podepsal dvouletou smlouvu.